# East Cowes
East Cowes är en småstad och civil parish på ön Isle of Wight i södra England. Staden ligger vid floden Medinas mynning vid Solentsundet, mittemot Cowes. Tätorten (built-up area) hade 8 428 invånare vid folkräkningen år 2021.